# ذي سحيم (مذيخرة)

تعديل مصدري - تعديل

ذي سحيم محلة تابعة لقرية بني البيضاء، التابعة لعزلة الافيوش بمديرية مذيخرة إحدى مديريات محافظة إب في الجمهورية اليمنية، بلغ تعداد سكانها 75نسمة حسب تعداد اليمن لعام 2004.